# Владимир Љотић
Владимир Љотић (Смедерево, 1846 — Смедерево, 27. јул 1912) био је српски политичар.

## Биографија
Родио се у Смедереву у угледној породици Љотић. Будући да је породица била одана династији Карађорђевић, Димитрије-Мита Љотић, Владимиров отац је морао да напусти Србију након повратка Обреновића 1858. године. У емиграцији је Димитријев отац радио као секретар кнеза Александра Карађорђевића. Док му је отац био у емиграцији, Љотић је у Србији почео студије права али је након убиства Михаила Обреновића 1868. због незахвалне ситуације за породице-приврженике Карађорђевића, морао да напусти земљу. У Бечу је наставио студије права. Учествовао је у стварању Уједињене омладине српске 1870. У емиграцији се кретао у социјалистичком кружоку Светозара Марковића. Траг социјалистичке младости остао је у његовом преводу Манифеста комунистичке партије 1871. објављеном први пут на српском језику у листу Панчевац.
У Србију се вратио након абдикације краља Милана 22. фебруара 1889. године. Када је Сава Грујић формирао радикалску владу 1890. године он је постављен за српског конзула у Солуну. Након дипломатске службе Владимир Љотић је наставио да се бави политиком, био је председник смедеревске општине и народни посланик. Био је један од депутата који су 1903. у Женеви позвали Петра Карађорђевића да преузме српски престо. Од 1904. године до 1909. године поново је био конзул у Солуну.
Умро је 27. јула 1912. године.
Његов синови су Димитрије Љотић и Јаков Љотић.